# Доцлар

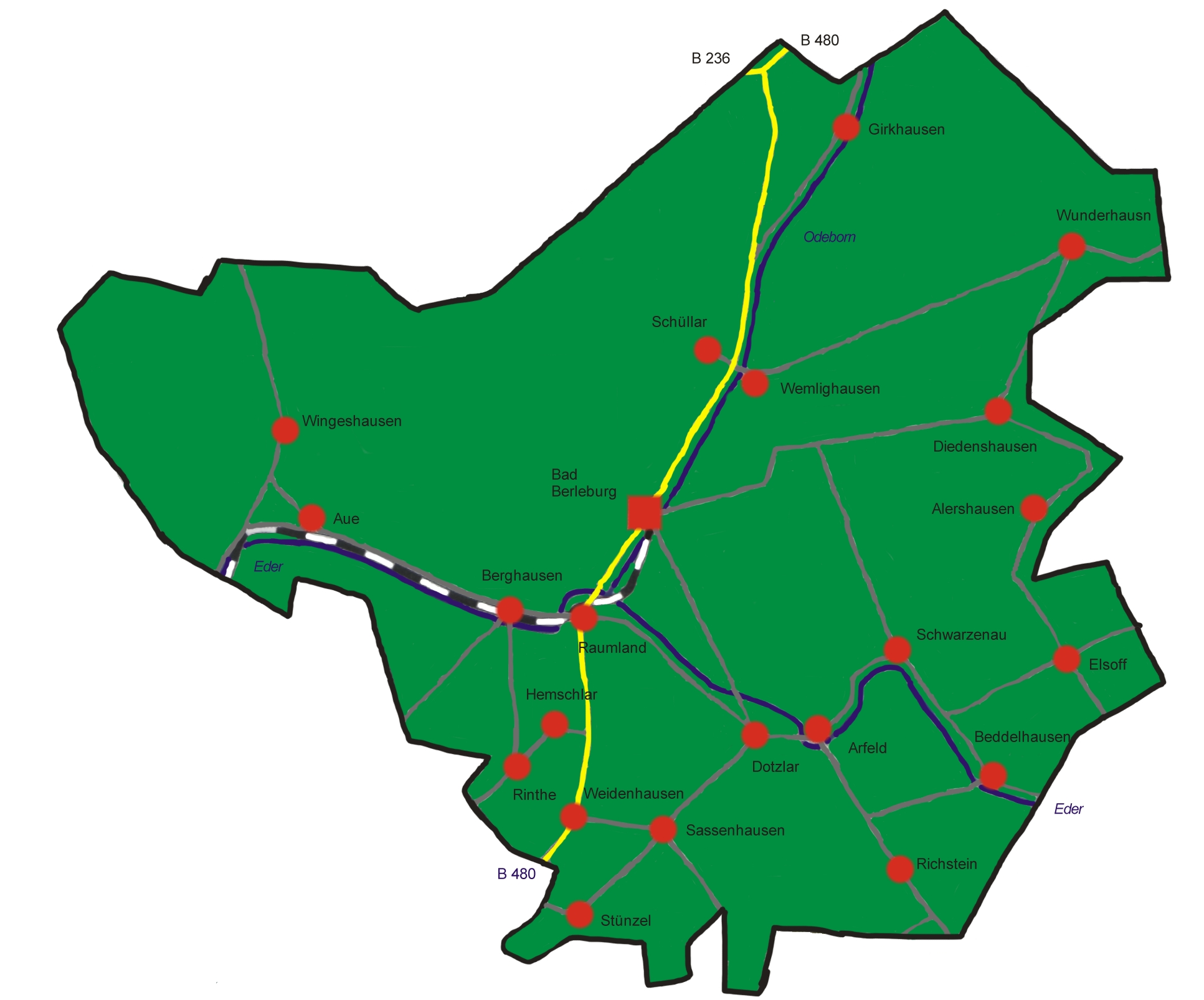
Положение Доцлара на карте Бад-Берлебурга

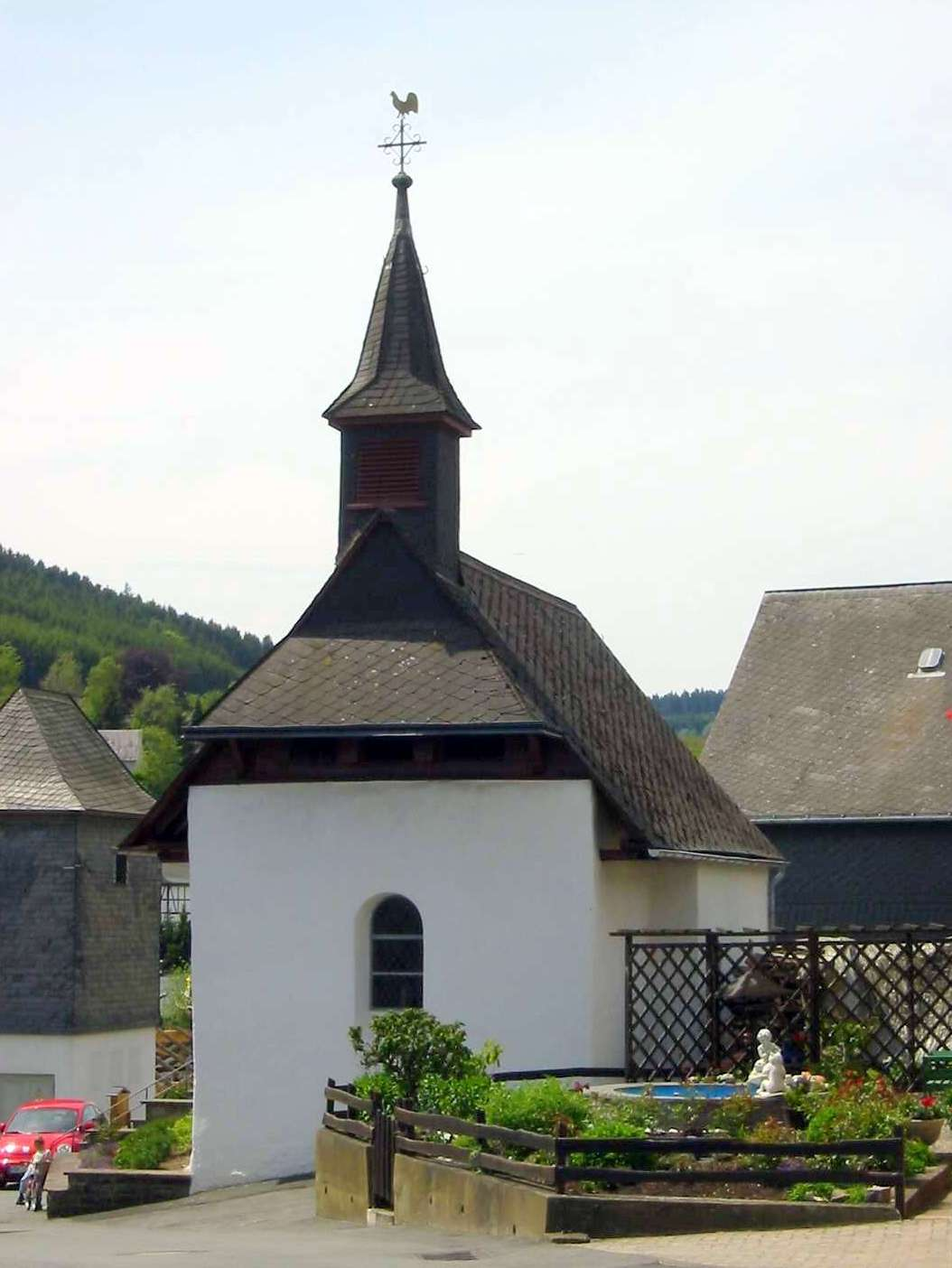
Часовня Доцлара

Доцлар (нем. Dotzlar) — поселение сельского типа в составе города Бад-Берлебург в районе Зиген-Виттгенштайн (земля Северный Рейн-Вестфалия, Германия). Населённый пункт был включён в состав Бад-Берлебурга после реформы местного самоуправления 1975 года.

## География

### Положение
Доцлар расположен юго-восточнее Бад-Берлубурга, в 4 км от его центральной части. Рядом протекает Эдер, а вокруг громоздятся горы Ротхаргебирге, из которых ближайшие три вершины поднимаются до 600 м. н. у. м: Фойерло (597 м.), Зассенкопф (606 м) и Айзенштайн (580 м).
Через поселение проходят две автодороги земельного значения: L 553, соединяющая населённый пункт с Бад-Берлебургом и федеральной землёй Гессен и L 718, соединяющая поселение с Бад-Берлебургом и Бад-Ласфе.

### Соседние поселения
На севере Доцлар граничит с Меккхаузеном, на востоке с Арфельдом, на юге с Зассенхаузеном и на северо-западе с Раумландом.

## История
Поселение Доцлар считается одним из старейших поселений Виттгенштайнер-Ланд. Старая крепость, возвышающаяся на горе Бург (551 м), где производились археологические раскопки, доказывает древность населённого пункта. Хотя официально Доцлар впервые упоминается в документе 1418 года, он был основан на 500—600 лет раньше.
В ночь с 30 на 31 марта 1944 года Королевские ВВС совершили воздушный налет на Нюрнберг. При возвращении и заходе на посадку «Ланкастер» разбился на склоне горы Мейсбах (483 м) в Доцларе . Экипаж погиб.

### Динамика численности населения
| Год               | Число жителей | Источник |
| ----------------- | ------------- | -------- |
| 1961 (6 июня)     | 648           | [ 2 ]    |
| 1970 (27 мая)     | 709           | [ 2 ]    |
| 1974 (30 июня)    | 707           | [ 6 ]    |
| 2003 (31 декабря) | 847           |          |
| 2004 (31 декабря) | 855           |          |
| 2007 (30 ноября)  | 857           |          |
| 2008 (31 июля)    | 821           |          |
| 2010 (31 января)  | 821           |          |
| 2011 (30 ноября)  | 805           |          |
| 2012 (30 июня)    | 800           |          |
| 2013 (31 мая)     | 796           |          |
| 2014 (31 марта)   | 824           |          |
| 2015 (31 марта)   | 845           |          |
| 2016 (31 декабря) | 829           | [ 7 ]    |
| 2018 (30 июня)    | 812           |          |
| 2021 (31 августа) | 752           | [ 8 ]    |
| 2023 (30 июня)    | 727           | [ 1 ]    |

## Достопримечательности
- Евангелическая часовня 1300 года.[9] Относится к евангелической общине Раумланда.[10]

## Экономика
В Доцларе расположен ряд торговых и ремесленных предприятий. К ним относятся кровельная компания, теплостроительная компания, склад дров и продуктовый магазин.